# 孫峻 (正德進士)
孫峻（1488年—？），字克明，直隸揚州府高郵州人，軍籍，明朝政治人物。

## 生平
正德五年（1510年）庚午科應天鄉試第三十八名舉人，十二年（1517年）中式丁丑科會試第一百八十二名，三甲第八十三名進士。通政司觀政，授壽光縣知縣，升兵部主事。

## 家族
曾祖孫德；祖父孫弘；父孫倫，母徐氏。具慶下。